# برج الساعة (يافا)

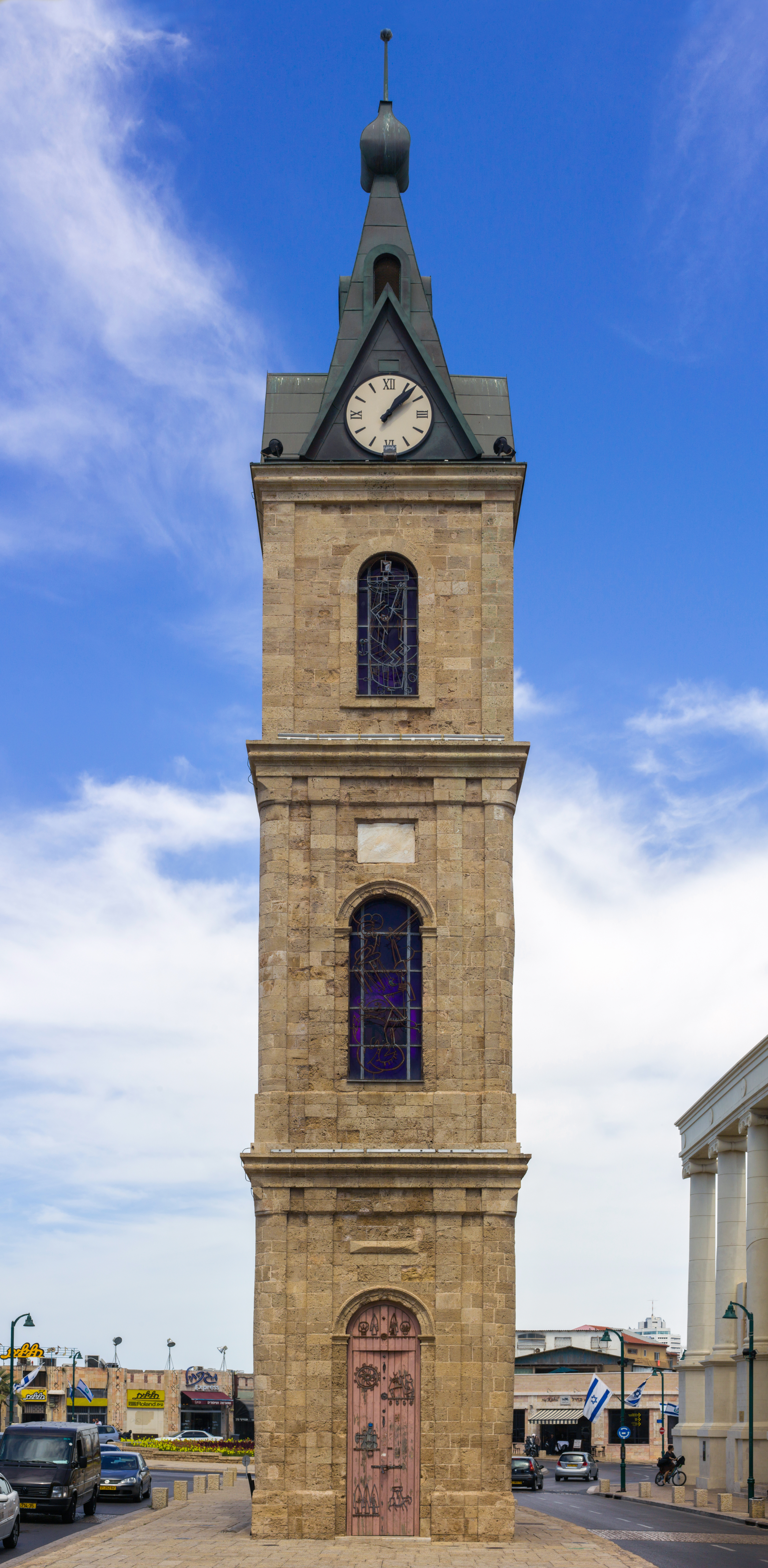
برج ساعة السلطان عبد الحميد الثاني في يافا.

برج الساعة أو ساحة الشهداء في يافا، هو برج يعود تاريخه للحقبة العثمانية في فلسطين. يقع وسط مدينة يافا، وهو واحد من 7 أبراج أقيمت في مدن فلسطين في العام 1901 احتفالاً بمرور 25 عاماً على اعتلاء السلطان عبد الحميد الثاني العرش العثماني (تقع الأبراج الأخرى في القدس، وحيفا، وعكا، وصفد، والناصرة، ونابلس - إلاّ أن برج القدس هدمته القوات البريطانية عند دخولها للمدينة). ويعتبر أحد أهم الآثار المعمارية الإسلامية العثمانية في المدينة، بعد أن قام الاحتلال الإسرائيلي بهدم الكثير من معالم المدينة. تم الانتهاء من تشييده عام 1906 وقد أخذت التسمية من اسم السلطان عبد الحميد.

## ساحة الساعة
ويطلق عليها أيضاً ساحة الشهداء، وهي ساحة عامة في قلب المدينة تحوي الجامع الكبير وسراي الحكومة والبنوك، ويقوم وسطها البرج الذي يحمل ساعة في أعلاه، وقد شهدت هذه الساحة الكثير من المعارك مع اليهود والكثير من المظاهرات والتجمعات الشعبية ضد الاستعمار والاحتلال سقط على إثرها الكثير من الشهداء، ولذا تُعرفُ بساحة الشهداء خاصة في معارك الاستيلاء على يافا ومن ثم النكبة عام 1948.
قامت السلطات الإسرائيلية «بلدية تل أبيب- بافا الإسرائيلية» بإطلاق اسم ضابط إسرائيلي من الذين شاركوا في العمليات المسلحة ضد الفلسطينيين خلال حرب 1948 على ساحة الشهداء. حيث نظمت البلدية حفلاً خاصاً بمشاركة رئيس البلدية، رون خولدائي، وعائلة ضابط «الهاجاناه»، يدعى يوسي كرميل، والتي قدمت خصيصاً من كندا، لتدشين دوار الساعة بمدينة يافا على اسم ابنها، وذلك بعد أن تبرعت بمبلغ مالي كبير، وذلك في تحدي واضح لمشاعر السكان العرب الأصليين في المدينة.

## وصلات خارجية
- اختفاء معالم يافا تدريجيا - جريدة الصباح